# Jules Férat
Pour les articles homonymes, voir Férat.
Jules-Descartes Férat, né le 28 novembre 1829 à Ham et mort le 6 juin 1906 à Paris, est un peintre, dessinateur, graveur et illustrateur français. Avec Léon Benett et Édouard Riou, il est l'un des grands illustrateurs de Jules Verne.

## Parcours

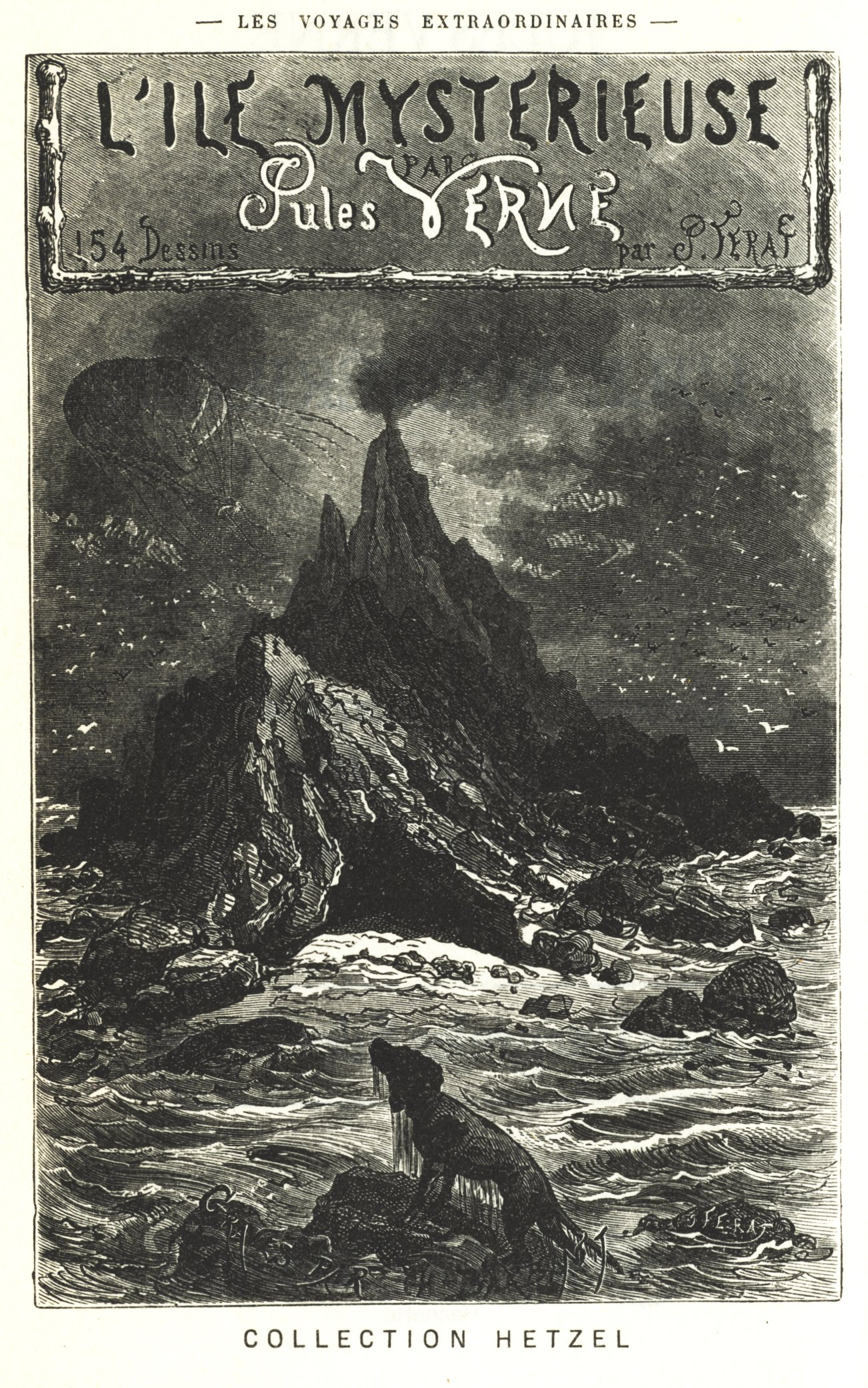
Dessin de Férat gravé Charles Barbant pour la couverture de L'Île mystérieuse (1874).

Entre 1850 et la fin des années 1880, Jules Férat illustre des albums consacrés aux grandes usines françaises et aux progrès scientifiques, notamment pour Louis Figuier. Il est aussi sollicité pour des ouvrages romanesques signés Eugène Sue, Mayne-Reid, Edgar Allan Poe, Émile Zola, Jules Sandeau, Louis Boussenard et Victor Hugo.
À partir de 1866, il travaille pour la « Bibliothèque des Merveilles » lancée par Hachette. Pierre-Jules Hetzel le repère et lui demande d'illustrer Une ville flottante de Jules Verne. C'est le début d'une collaboration qui comprend en tout neuf textes des Voyages extraordinaires.
Il meurt le 6 juin 1906 dans le 10e arrondissement de Paris dans la Maison Dubois (ancien nom de l'Hôpital Fernand-Widal), et, est inhumé au cimetière du Montparnasse (17e division).

Travailleur infatigable, contributeur régulier à L'Illustration et à L'Univers illustré, son œuvre compte plusieurs milliers de dessins.

## Ouvrages illustrés
- La guerre de 1870-1871, dessins lithographiés par Jean-Adolphe Bocquin, Eugène Jouy, 1871.

### Pour Jules Verne
- 1871 : Une ville flottante, 44 illustrations ; Les Forceurs de blocus, 17 illustrations.
- 1872 : Aventures de trois Russes et de trois Anglais dans l'Afrique australe 53 illustrations.
- 1873 : Le Pays des fourrures, 103 illust. avec Alfred Quesnay de Beaurepaire.
- 1875 : L'Île mystérieuse, 152 illustrations ; Martin Paz, 17 illustrations.
- 1876 : Michel Strogoff, 91 illustrations.
- 1877 : Les Indes noires, 45 illustrations.
- 1876 : Un drame au Mexique, 6 illustrations.